# Maylandia glaucos
Maylandia glaucos és una espècie de peix de la família dels cíclids i de l'ordre dels perciformes.

## Etimologia
Maylandia fa referència a l'ictiòleg alemany Hans J. Mayland i glaucos (gris blavós) prové del grec en al·lusió a la coloració del cos i les aletes d'aquesta espècie.

## Descripció
Fa 6,9 cm de llargària màxima. Cap moderadament inclinat i amb premolars a la filera exterior de les mandíbules. La manca d'una franja submarginal negra a l'aleta dorsal, el color groc de la regió gular i de les membranes branquiòstegues juntament amb el fet que les femelles, de color marró clar, tinguin les vores de les aletes grogues diferencien M. glaucos d'altres espècies del mateix gènere (llevat de Maylandia chrysomallos i de Maylandia benetos). Té menys dents en la filera externa de la mandíbula inferior esquerra en comparació amb M. chrysomallos, però més que M. benetos. Les femelles difereixen de les de Maylandia xanthos per tindre una mandíbula inferior més curta i de les de Maylandia aurora per posseir entre 8 i 11 bandes verticals per sota de l'aleta dorsal en oposició a les 6 d'aquesta darrera espècie.

## Hàbitat i distribució geogràfica
És un peix d'aigua dolça, bentopelàgic i de clima tropical (12°S-13°S, 34°E-35°E), el qual viu a l'Àfrica oriental: el llac Malawi (Moçambic).

## Observacions
És inofensiu per als humans.